# Subsistit in
Subsistit in é uma célebre expressão latina usada no 8º parágrafo da Lumen Gentium, que é um documento muito importante do Concílio Vaticano II (1962-1965) e que trata sobre a Igreja:
| “ | A única Igreja de Cristo [...], constituída e organizada neste mundo como sociedade, subsiste (subsistit in) na Igreja Católica, governada pelo sucessor de Pedro e pelos Bispos em união com ele. | ” |

Esta expressão latina e o seu significado são muito importantes porque afectam a própria definição de Igreja, a relação basilar entre a Igreja Católica e a Igreja de Cristo e a relação entre a Igreja Católica e as outras denominações cristãs.

## Confusão teológica
O real significado desta expressão foi, durante muitos anos, debatida e reflectida por muitos teólogos. Alguns, nomeadamente os católicos tradicionalistas, acusam o Concílio  de quebrar a Tradição católica, que ensina que a Igreja de Cristo é (em latim: est) a Igreja Católica (como foi explicitado, como por exemplo, na encíclica Mystici Corporis Christi do Papa Pio XII). Alguns acham até que esta expressão "implica afirmar, contra o dogma da fé, que pode haver salvação para as almas fora da Igreja Católica".
Esta confusão teológica foi-se instalando nos meios católicos, apesar de o Papa Paulo VI ter afirmado, já em 1964, que os ensinamentos do Concílio Vaticano II iriam estar sempre em conformidade com a Tradição católica e que o Concílio nunca iria formular novas doutrinas. Isto significa que o Concílio concordaria inteiramente com os ensinamentos de Pio XII sobre a Igreja. Aliás, o decreto conciliar Orientalium Ecclesiarum referiu que a "santa Igreja católica" é o "Corpo místico de Cristo" (ou seja, a Igreja de Cristo).
Na prática desde a publicação do texto muitas dúvidas,  incertezas e até mesmo heresias continuaram a surgir dada a imprecisão (ou dissonância) do texto do Concilio Vaticano II em relação a doutrina tradicional. Por isso, em 6 de agosto de 2000, a Congregação da doutrina da fé chefiada então pelo Cardeal Ratzinger publicou a Declaração Dominus Iesus.

## Resposta oficial do Vaticano (2007)
Após muitos anos de confusão, em 2007, a Congregação para a Doutrina da Fé emitiu e publicou um documento oficial (ratificado pelo Papa Bento XVI), com o nome de "Respostas a questões relativas a alguns aspectos da doutrina sobre a Igreja". Este documento define, com autoridade, a correta interpretação da expressão subsistit in, através do método dialógico de perguntas e respostas :
| “ | - Primeira questão: Terá o Concílio Ecuménico Vaticano II modificado a precedente doutrina sobre a Igreja? - Resposta: O Concílio Ecuménico Vaticano II não quis modificar essa doutrina nem se deve afirmar que a tenha mudado; apenas quis desenvolvê-la, aprofundá-la e expô-la com maior fecundidade. [...] - Segunda questão: Como deve entender-se a afirmação de que a Igreja de Cristo subsiste na Igreja católica? - Resposta: Cristo "constituiu sobre a terra" uma única Igreja e instituiu-a como "grupo visível e comunidade espiritual", que desde a sua origem e no curso da história sempre existe e existirá, e na qual só permaneceram e permanecerão todos os elementos por Ele instituídos. "Esta é a única Igreja de Cristo, que no Símbolo professamos como sendo una, santa, católica e apostólica. Esta Igreja, como sociedade constituída e organizada neste mundo, subsiste na Igreja Católica, governada pelo Sucessor de Pedro e pelos Bispos em comunhão com ele". Na Constituição dogmática Lumen gentium 8, subsistência é esta perene continuidade histórica e a permanência de todos os elementos instituídos por Cristo na Igreja católica, na qual concretamente se encontra a Igreja de Cristo sobre esta terra. Enquanto, segundo a doutrina católica, é correcto afirmar que, nas Igrejas e nas comunidades eclesiais ainda não em plena comunhão com a Igreja Católica, a Igreja de Cristo é presente e operante através dos elementos de santificação e de verdade nelas existentes, já a palavra "subsiste" só pode ser atribuída exclusivamente à única Igreja católica, uma vez que precisamente se refere à nota da unidade professada nos símbolos da fé (Creio… na Igreja "una"), subsistindo esta Igreja "una" na Igreja católica. - Terceira questão: Porque se usa a expressão "subsiste na", e não simplesmente a forma verbal "é"? - Resposta: O uso desta expressão, que indica a plena identidade da Igreja de Cristo com a Igreja católica, não altera a doutrina sobre Igreja; encontra, todavia, a sua razão de verdade no facto de exprimir mais claramente como, fora do seu corpo, se encontram "diversos elementos de santificação e de verdade", "que, sendo dons próprios da Igreja de Cristo, impelem para a unidade católica". "Por isso, as próprias Igrejas e Comunidades separadas, embora pensemos que têm faltas, não se pode dizer que não tenham peso ou sejam vazias de significado no mistério da salvação, já que o Espírito se não recusa a servir-se delas como de instrumentos de salvação, cujo valor deriva da mesma plenitude da graça e da verdade que foi confiada à Igreja católica". | ” |